# Мальгерб, Иван Клементьевич
Иван Клементьевич Мальгерб (1867—1938) — русский архитектор, городской архитектор Феодосии (1893—1896) и Екатеринодара (с 1896). Член Союза архитекторов СССР (1935).

## Биография

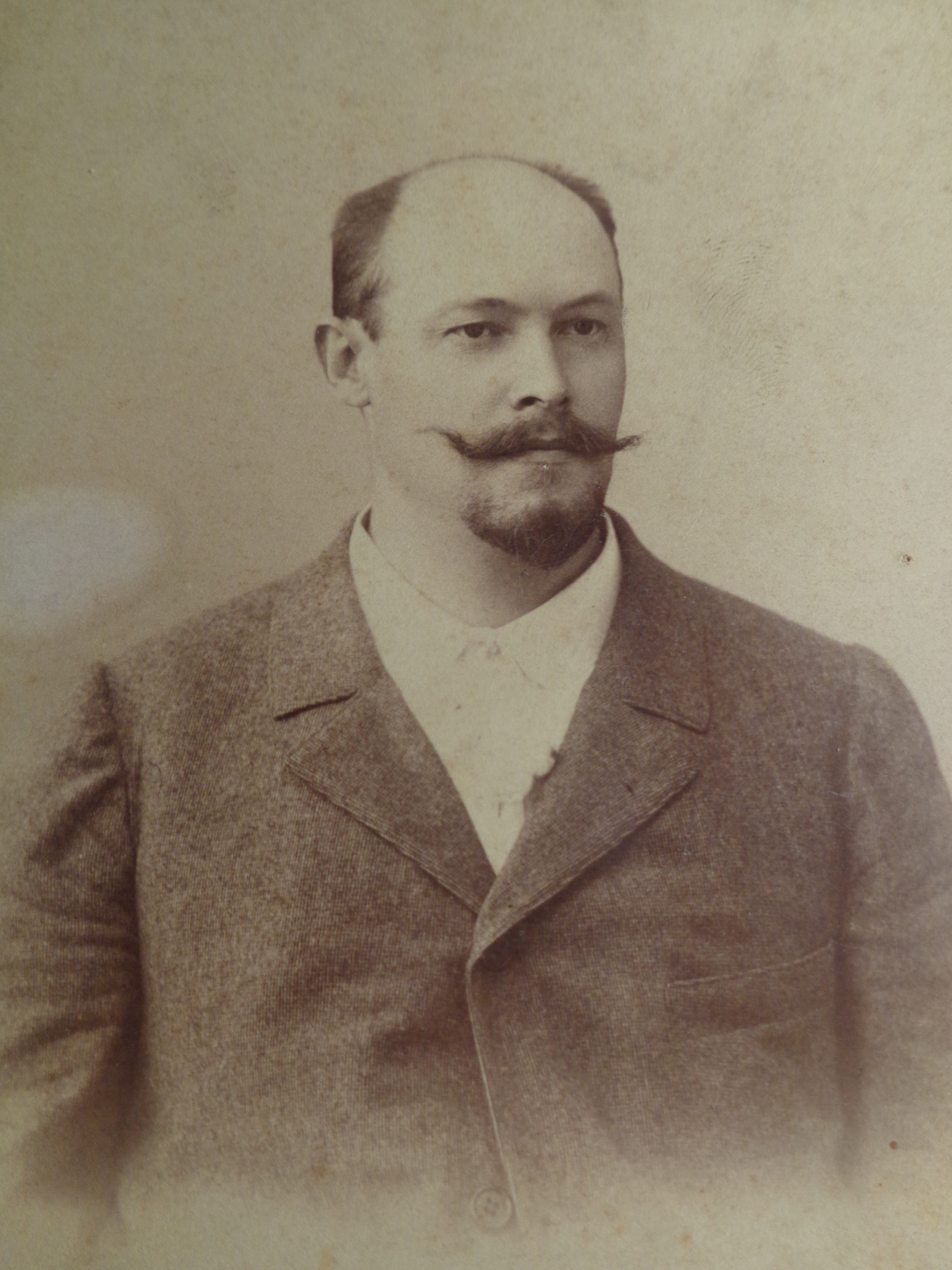

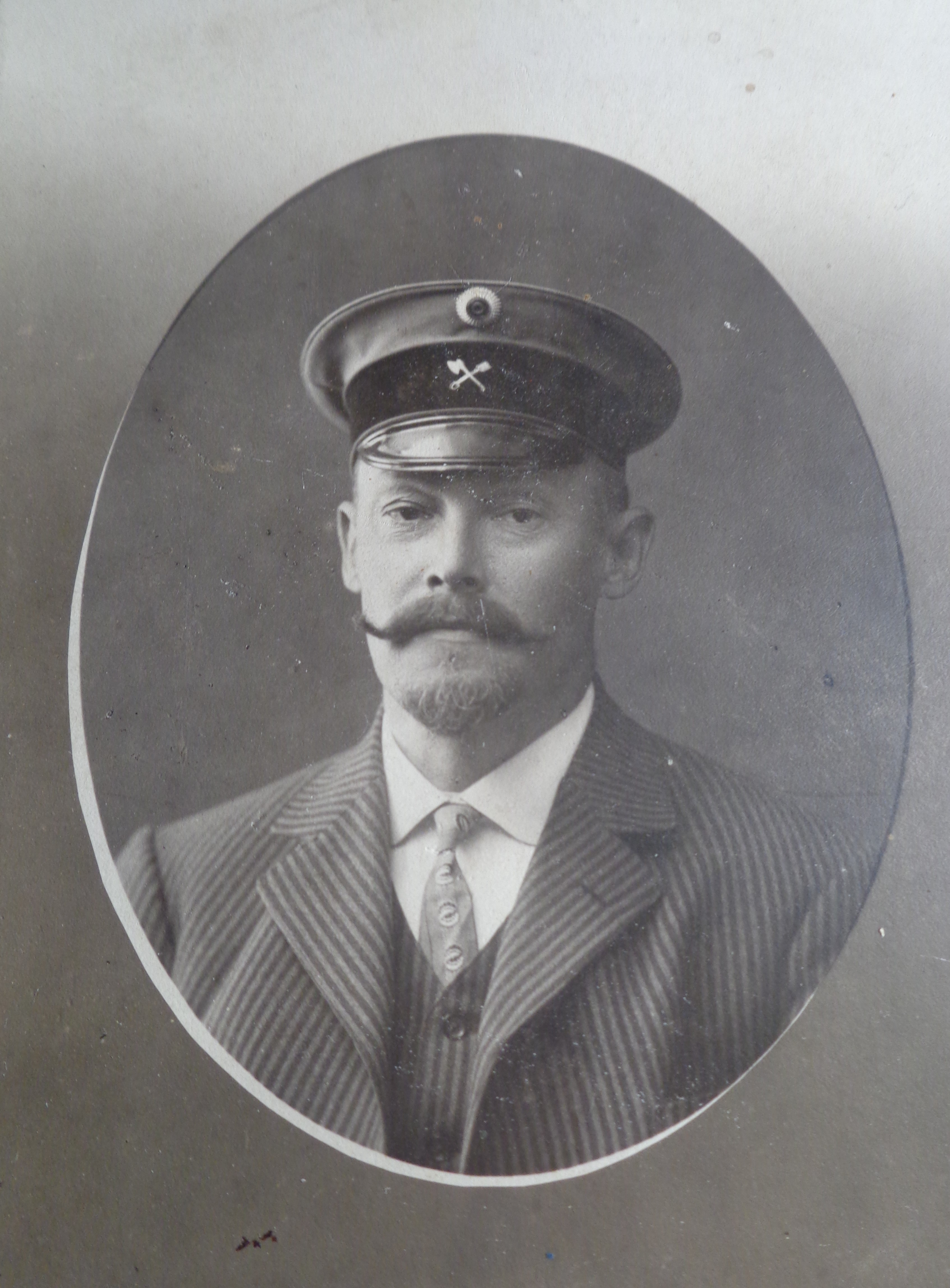
Фото : Ивана Клементьевич Мальгерб

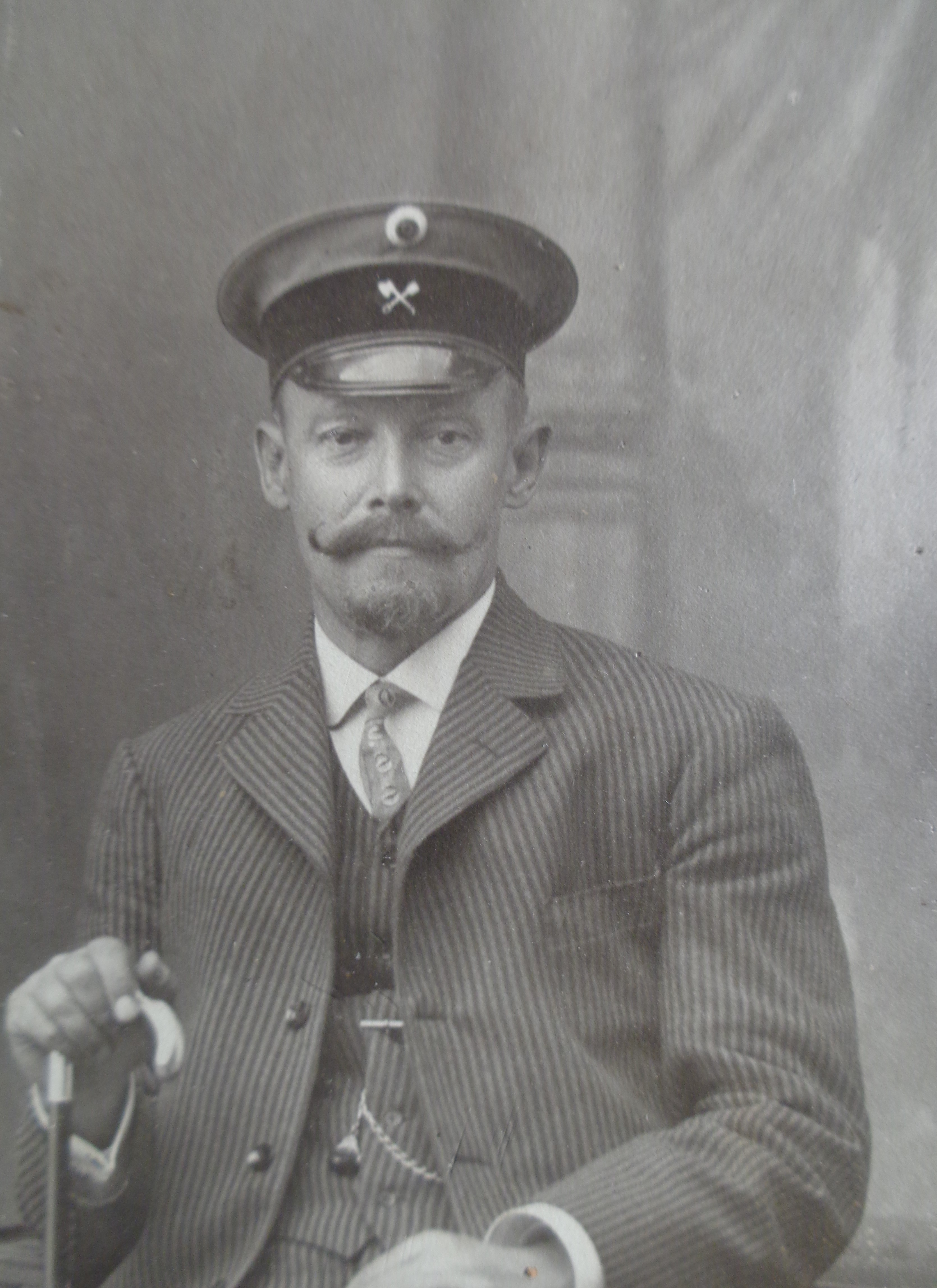
Фото 2 : Иван Клементьевич Мальгерб

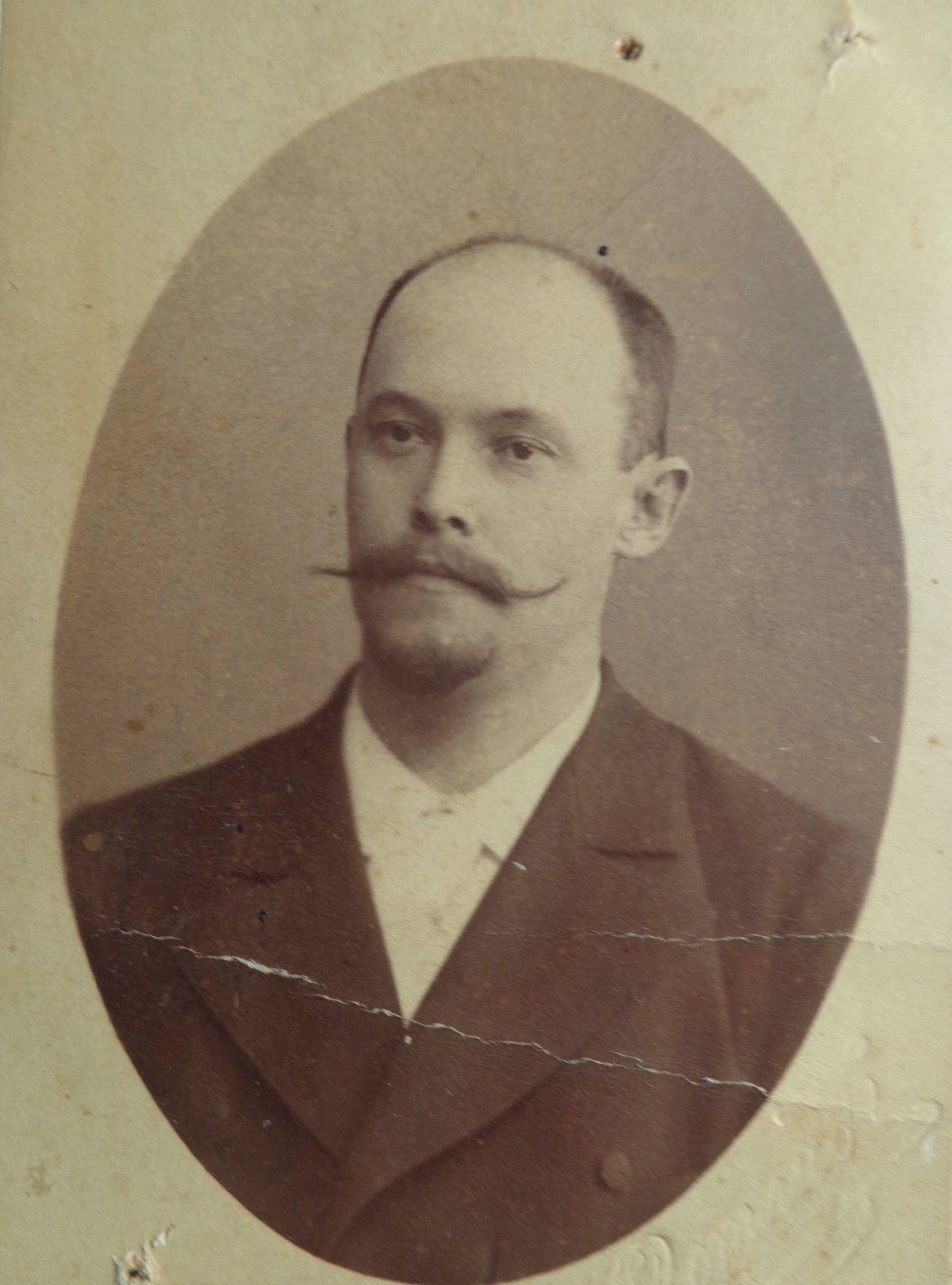
Фото 3 : Иван Клементьевич Мальгерб

Родился в Киеве у французских подданных Клеменса и Брониславы Мальгерб, при рождении носил имя Иван-Августин. Вскоре после рождения у Ивана Мальгерба погибает отец (1871).
После окончания Киевского реального училища поступает в Институт гражданских инженеров в Петербурге (1881), которое заканчивает в 1888 году со званием инженера (с правом производить работы по гражданской строительной и дорожной частям). После окончания института Мальгерб принял русское подданство.
Будучи студентом, молодой строитель проходит практику в Одессе, где принимает участие в постройке оперного театра, возводившегося в те годы по проекту австрийских архитекторов Ф. Фельнера и Г. Гельмера. Строительство театра было окончено в 1887 году.
Поступает в Одессе помощником инженера к архитектору А. И. Бернардацци (1889), у которого служит несколько лет, участвуя в разработке проекта и постройке нового здания биржи. Получает должность городского архитектора в Феодосии (1893).
Становится городским архитектором Екатеринодара (1896). Создал проект здания городского общественного банка (1898), которое было построено в 1900 году. Значимую долю в зодческой деятельности Мальгерба занимало строительство церквей. В Екатеринодаре по его проектам было возведено три храма: Святой Екатерины (Екатерининский кафедральный собор), Троицкая и Успенская (на Дубинке). По проектам Мальгерба возведено много церквей в кубанских станицах. Более трех лет руководил строительством здания епархиального женского училища (по проекту архитектора В. А. Филиппова), законченного в 1901 году. Спустя 12 лет он вернулся к этому зданию, чтобы прибавить к нему симметричные пристройки, не нарушавшие архитектурного единства, в результате чего общий вид училища стал ещё более грандиозным и нарядным.
Проработав более семи лет городским архитектором Екатеринодара, в 1903 году Мальгерб оставляет службу в управе, став «свободным художником». По его проектам возводятся деревянный 2-х этажный клуб в городском саду (1909), 3-х этажный дом Армянского благотворительного общества (1911); 4-х этажное коммерческое училище (1913). Эта постройка, потребовавшая около 400 тысяч рублей, украсила собою Екатеринодар. Построил школу в станице Брюховецкой на средства, завещанные купцом И. В. Игнатовым; церковь в станице Новоджерелиевской (1906), составил проект реставрации (1911) архитектурной ценности — старинной Покровской церкви (1794 года) в Тамани.
В послереволюционный период короткое время Мальгерб служил в Ставропольском земстве инженером по дорожной части, в ревкоме города Сочи заведовал дорожным отделом (1918—1919). Возвратившись в Екатеринодар (1920) вновь занялся к гражданским строительством. Читал лекции в Краснодарском инженерно-строительном институте.
В 1930-е годы, когда началось «наступление на религию» и были созданы взрывные бригады по разрушению церквей, краевые власти пригласили Мальгерба принять участие в этом «общенародном деле». Это официальное приглашение Мальгреб воспринял как горькую насмешку судьбы: ведь кубанцы знали его как замечательного строителя Божьих храмов. И вот теперь его призывали разрушать то, что он старательно и любовно строил собственными руками. Дошла очередь и до Екатерининского собора — его любимого детища. — Помогите нам разобрать его. Социализму нужен кирпич, — убеждали архитектора. Помогите разобрать храм, — настаивало начальство, ревностно выполняя очередную директиву Москвы. — Разобрать можно, — отвечал строитель этого храма. — Но ни одного целого кирпича вы не получите… — Как? Почему? Сколько кирпича в нём! — А потому, что кладка мной выполнена с такой прочностью, что при разборке раствор по швам кладки не будет делиться. Мной в известковый раствор добавлен свинец и яичный белок. Я вам авторитетно говорю: вы получите одни только бесформенные каменные глыбы… Слово крупного специалиста, его авторитет возымели свое действие: собор не тронули. Храм стал использоваться как хранилище для овощей и зерна. Вскоре его доверху засыпали пшеницей. Так была защищена и чудом уцелела, уникальная постройка.
Мальгерб назначается архитектором Кубанского сельскохозяйственного института (1929). Строит главный корпус института (1933) и здание студенческого общежития. Руководит прокладкой высоковольтной линии к институту. В 1937 году Мальгерб утверждается начальником строительства комплекса зданий института. В этой должности спланировал четыре жилых кирпичных дома с мансардами, заложил фундаменты других зданий на территории, отведенной для сельскохозяйственного института, но тяжелая болезнь приковывает семидесятипятилетнего архитектора к постели.
Умер в 1938 году. Похоронен на Всесвятском кладбище в Краснодаре.

Могила архитектора И. К. Мальгерба